# You Shook Me All Night Long
"You Shook Me All Night Long" em português: Você Me Sacudiu a Noite Inteira  é uma canção da banda australiana de rock AC/DC. É a sétima música do álbum ''Back in Black". A canção foi escrita por três integrantes da banda, Brian Johnson, Angus Young e seu irmão, Malcolm Young.
A canção aborda relações íntimas praticadas por um casal durante uma noite.

## Paradas

### Paradas semanais
| Parada (1980)                | Peak position |
| ---------------------------- | ------------- |
| Australian Kent Music Report | 8             |
| French Singles Chart         | 5             |
| German Singles Chart         | 29            |
| Irish Singles Chart          | 19            |
| UK Singles Chart             | 38            |
| US Billboard Hot 100         | 35            |

### Parada de fim de ano
| Parada (1980)                | Melhor posição |
| ---------------------------- | -------------- |
| Australian Kent Music Report | 42             |